# José Gusmão
José Guilherme Figueiredo Nobre de Gusmão (ur. 20 lipca 1976 w Lizbonie) – portugalski polityk i ekonomista, działacz Bloku Lewicy, deputowany do Zgromadzenia Republiki, poseł do Parlamentu Europejskiego IX kadencji.

## Życiorys
Ukończył studia ekonomiczne w Instituto Superior de Economia e Gestão Uniwersytetu Technicznego w Lizbonie. Pracował jako badacz w instytutach wchodzących w skład ISEG i ISCTE. Współautor publikacji książkowych A Crise, a Troika e as Alternativas Urgentes oraz Economia com Todos.
Aktywista m.in. portugalskiego oddziału ruchu ATTAC. Był działaczem Portugalskej Partii Komunistycznej, później dołączył do Bloku Lewicy. W latach 2009–2011 sprawował mandat deputowanego do Zgromadzenia Republiki IX kadencji. Później do 2018 pełnił funkcję asystenta eurodeputowanych swojego ugrupowania. Dołączył też do komisji politycznej Bloku Lewicy, kolegialnego organu kierującego tą partią.
W 2019 uzyskał mandat posła do Parlamentu Europejskiego IX kadencji.